# Serra de Montcogul
La Serra de Montcogul  és una serra situada al municipi de Sallent, a la comarca del Bages, amb una elevació màxima de 597,5 metres segons el mapa de l’Institut Cartogràfic i Geològic de Catalunya (tot i que en altres mapes o documents s’hi esmenten alçades lleugerament diferents, amb pocs metres de diferència). Al cim hi ha instal·lat un pessebre, amb llibre per poder signar.
Pel costat sud-est, la Serra de Montcogul acaba en uns cingles sobre el marge dret de la riera Gavarresa, amb bones vistes sobre la plana d'Artés: és la zona de les Roques Albes, lloc emblemàtic com a mirador privilegiat. Les Roques Albes, blanquinoses, destaquen sobre el color roig intens present a tota la serra i als escarpaments de la Gavarresa. Aquest color rogenc és propi de les lutites, fruit dels dipòsits continentals ocasionats arran de la regressió o retirada de les aigües marines durant l'Eocè superior i l'Oligocè.
Altres llocs emblemàtics de la Serra de Montcogul són els paratges de Fucimanya i de Serraïma, amb les respectives masies i esglésies romàniques. Els boscos característics de la serra són de pi blanc, alzina i roure.

## Etimologia
L’origen del topònim Montcogul és força controvertit. Segons Joan Coromines, el mot cogul podria derivar del llatí cucullos (passant al nom mossàrab cugulutx)  i que voldria dir caputxa. Així s’aplicaria als petits cims arrodonits, punta o turonet, que sobresurten d’un terreny relativament pla. El mateix origen podria atribuir-se a tots els topònims derivats de cogul, com és ara cogull, cogulló, cogulla, o culla.
No obstant, Enric Aguadé i Sans, citant altres estudiosos, considera la hipòtesi que el topònim vingui de dues paraules ibèriques: cog o cocó (cim o monticle)+ull (déu)', de manera que cogul vindria a dir “la muntanya on s’adora el déu”, d’acord amb les creences antigues que com més amunt més a prop s’estava del déu o els déus. Aquesta teoria l’argumenta a partir de suposicions no confirmades, com el fet que les cultures mediterrànies antigues adoraven a un déu únic del qual no podien pronunciar el nom i que era anomenat el pels hebreus i fenicis, al pels àrabs, o ilu pels acadis, i que els pobles de la Mediterrània occidental “potser” haurien anomenat ull. De totes maneres, ell mateix apunta a la possibilitat que el vocable ul vingui de l'ibèric ol, que vol dir pla o laminat. En aquest supòsit, tot i atribuir l’origen al temps dels ibers, coincidiria amb el significat de la versió de Coromines: un turonet sobre un pla.